# Ернст Ветторі
Ернст Ветторі  (нім. Ernst Vettori, 25 червня 1964) — австрійський стрибун з трампліна, олімпійський чемпіон.

## Виступи на Олімпіадах
| Олімпіада       | Дисципліна             | Місце |
| --------------- | ---------------------- | ----- |
| Сараєво 1984    | інд., норм. трамплін   | 36    |
| Калгарі 1988    | інд., норм. трамплін   | 24    |
| Калгарі 1988    | інд., великий трамплін | 28    |
| Калгарі 1988    | ком., великий трамплін | 5     |
| Альбервіль 1992 | інд., норм. трамплін   | 1     |
| Альбервіль 1992 | інд., великий трамплін | 15    |
| Альбервіль 1992 | ком., великий трамплін | 2     |